# Lossos
Les Nawdba (pluriel de Nawda) est un groupe ethnique et linguistique de personnes vivant dans la préfecture de Doufelgou ; Une préfecture de la région de la Kara au nord du Togo, en Afrique de l'Ouest. La chef-lieu de la préfecture est Niamtougou. 

## Dénomination
L’appellation erronée Losso qui est le regroupement des Nawdba et Lamba doit être bannie des usages puisqu'il n'y a pas de véritables similitudes entre les deux ethnies pour en faire une seule. 
"Losso" est un nom sous lequel les Nawdba sont appélés par les non-Nawdba. L'origine du nom "Losso" ou "Lossotu" n'est pas claire et peut avoir ses origines dans le nom que leurs voisins Kabyé les appelaient. La confusion est née et a continué lorsque le nom "Losso" a été attribué par les administrations coloniales françaises du Togo à tous les résidents de ce qui est maintenant le préfecture de Doufelgou, quelle que soit leur appartenance ethnique ou linguistique. Les habitants de Agbandé-Yaka, Aloum, Défalé, Kadjalla, Kpaha, Massédéna, Pouda, Tchoré et d'autres cantons du préfecture de Doufelgou parlent des langues généralement classées ensemble comme Lamba, mais ont également été appelés Losso par l'administration coloniale. Bien qu'il y ait eu une influence mutuelle considérable entre les Nawdba et leurs voisins les plus proches, les Kabyé et les Lambas, leurs langues ne se ressemblent pas et ne sont pas mutuellement intelligibles. 

## Localisation
Son marché est un important carrefour commercial régional. Les Nawdba vivent sur un plateau dans les montagnes du Togo entre deux chaînes de montagnes: les montagnes Kabiyé au sud et la chaîne de Défalé au nord. La préfecture de Doufelgou est constituée des cantons d'Agbandé-Yaka, Aloum, Baga, Défalé, Kadjalla, Koka, Kpaha, Massédéna, Niamtougou, Pouda, Siou, Ténéga, et Tchoré. Seuls les cantons de Baga, Koka, Niamtougou, Ténéga et Siou sont peuplés par les Nawdba. La préfecture de Doufelgou est limitée par la préfecture de la Kozah au sud, par la préfecture de la Binah à l'est, par la préfecture de Bassar  au Sud-Ouest, par la préfecture de Dankpen à l'Ouest, par la préfecture de la Kéran au nord et par le Bénin au nord-est.

## Peuple
Le peuple Nawda vit exclusivement de l'agriculture de subsistance et de l'Agriculture vivrière élevage de petits animaux, en particulier les poules, les pintades, les chèvres, les porcs et les moutons. Ils cultivent du mil et du sorgho qu'ils transforment en une bouillie épaisse ( la pâte ) qui est leur aliment de base. Ils infusent le mil pour en faire une bière épaisse à faible teneur en alcool appelée daam. Ils cultivent également des ignames, du manioc, des arachides, des haricots et du fonio. À la fin des années 1800, les premiers explorateurs européens tels que l'ethnographe Leo Frobenius, les ont baptisés "le peuple des palmiers" en raison de la concentration de palmiers à huile dans leur région d'origine.
Les Nawdba ont migré à la recherche de terres fertiles disponibles dans la région le long de la route nationale nord-sud N°1 entre Sokodé et Notsé, où ils ont fondé de nombreuses communautés. En outre, ils ont migré vers la capitale du Togo, Lomé, et vers Accra, la capitale du Ghana, à la recherche d'un emploi salarié. Ils ont également migré vers la région de la Volta du Ghana où ils travaillent comme métayers dans les plantations de café et de cacao . Les hommes Nawda ont servi dans les armées coloniales d'Allemagne, de Grande-Bretagne et de France ainsi que dans les armées ghanéenne et togolaise dans les années qui ont suivi l'indépendance des deux pays.

## Langue
La langue du Nawda (singulier) ou Nawdba (pluriel) est le Nawdm . Il y a environ 200 000 locuteurs natifs du nawdm au Togo et au Ghana. Le nawdm ressemble le plus à la langue yom des Pila-Pila et des Tanéka qui vivent près de la ville de Djougou dans la province de Donga (comprenant la partie sud de l'ancien département d'Atakora ) du nord du Bénin. Le nawdm et le yom, comme le mòoré, langue du peuple mossi du Burkina Faso, sont classés dans le sous-groupe des langues Oti-Volta dans le groupe Gur (ou Voltaique ) des langues nigéro-congolaises .

## Histoire
Comme la plupart des groupes ethniques du Togo, les Nawdba prétendent être les premiers habitants de leur région. Comme d'autres groupes, leur tradition formelle stipule que le Nawda d'origine descendait du ciel directement dans deux forêts sacrées   - un à Koka et un à Siou. Les habitants d'origine étaient dans chaque cas un homme rempli d'arc et de flèches, de houe et d'autres outils de son sexe et une femme portant également les outils appropriés à ses rôles.
De manière informelle, de nombreux Nawdba plus âgés ont déclaré que les Nawdba venaient "de l'Est, vers Djougou (au Bénin)". Cette affirmation est étayée par les relations étroites entre le nawdm et la langue yom de la région près de Djougou. L'apparente similitude entre les langues Yom-Nawdm et le mooré du Burkina Faso suggère que les peuples Nawdba, Pila-Pila, Tanéka et peut-être les Woaba peuvent avoir une origine commune dans ce qui est aujourd'hui le Burkina Faso. Les Nawdba étaient considérés comme les derniers éléments d'une migration de l'Est qui s'est infiltrée dans le plateau entre la crête montagneuse du Lamba au nord et la crête montagneuse du Kabyé au sud.
Une bourse plus récente a permis de mieux connaître les origines du Nawda. Les fondateurs de Niamtougou ont été identifiés comme étant un homme nommé Kégidimgbada et son épouse Iya. Les chercheurs ont conclu que la similarité lexicale de 35% qui a été identifiée entre les langues nawdm et mòoré est suffisante pour confirmer une ascendance commune entre les peuples mossi et Nawda, pila-pila et tanéka. Elle ne soutient cependant pas l'idée que ces derniers sont des ramifications des Mossi ni que leurs langues ont leurs origines à Mòoré. Une étude plus approfondie de la langue Nawdm a déterminé que les informateurs qui ont déclaré que le Nawda venait du ciel pouvaient en fait dire qu'ils venaient du Nord. Les chercheurs ont conclu que l'émigration Nawda de sa région d'origine a probablement commencé au XVe siècle et est venue par vagues du nord et de l'est plutôt que par un seul mouvement.